# 孫鋭
孫鋭（そん えい、1984年11月9日 - ）、中国湖北武漢に生まれた中国の男性古典舞踏家。身長は183cm。

## 概略
6歳の時に踊りを習い始め、その後は北京舞踏学院付属中学校に合格して入学し、古典舞踊を専門に学んだ。
2005年に北京舞蹈学院から卒業した。現在孫鋭は彼の世代の中国の際立った古典ダンサーの一人である。 中国の若い世代の著名な舞踏家である王亜彬、劉岩等と共に北京舞踏学院青年舞踏団古典ダンサーとして共演し、活躍するほか、北京当代バレエ団のモダンバレエにゲストダンサーとして活動する。

## 主な公演
- 2006年『春の激情』中国文化部CCTV春節夕べ、出演
- 2007年日本東京にて公演
- 2008年『デビュー』(Debut) 、フランス カンヌ国際映画祭 ソロ出演
- 2008年『空間日記』(Space Diary) 、主演
- 2008年『海浪』、中国国家大劇院 ソロ出演
- 2009年『蝶恋花』(Butterfly Love for Flowers) 、中央電視台（CCTV）春節聯歓晩会 主演
- 2009年『驚夢』(Stirred from a Dream) 、演出：柳夢梅

## 受賞歴
- 2000年中国「桃李杯」（桃とプラム カップ）舞踏コンクールで古典ダンス少年演技（ソロ）二等賞を受賞：『小児郎』（小さな男の子）
- 2005年に二度と「桃李杯」舞踏コンクールで古典ダンス演技（ソロ）二等賞を受賞：『竹の夢』
- 2005年に中央電視台舞踏大会古典ダンス演技（ソロ）二等賞を受賞：『竹の夢』（ニュー）
- 2005年に中国「荷花杯」（ロータス カップ）舞踏大会、古典ダンス演技（ソロ）一等賞を受賞：『梅』
- 2007年に第七回中国全国舞踏コンクールで文華演技（ソロ）一等賞を受賞　作品：『長河吟』（長い流れの吟じる）
- 2008年にイタリア インタナションナル ダンス コンクール (7th Premio Roma Concorso Internazionale di Danza, Italy) モダンダンス部門の第一位、総合は銅メダルを獲得
- 2009中央電視台（CCTV）春節聯歓晩会音楽舞踏部門一等賞を受賞　『蝶恋花』（バターフライ ラブ）リード ダンサー